# Jean-Louis Bruguès
Jean-Louis Bruguès, OP (Bagnères-de-Bigorre, diócesis de Tarbes-Lourdes,22 de noviembre de 1943) es un arzobispo francés. 

## Biografía

### Formación
Hijo mayor del matrimonio entre Paul Bruguès, decorador, y de Paule Monge. Tiene una hermana más joven.
Mons. Jean-Louis Bruguès pasó su juventud en Béziers, donde completó sus estudios secundarios en el colegio de la Inmaculada Concepción, de los Hermanos de las Escuelas Cristianas (1948-1958) y luego en el Lycée Henri IV (1958-1960).
Continuó sus estudios en la Facultad de Derecho de Montpellier (1960-1963),en la Facultad de Filosofía y Letras de Madrid (1963-1964), posteriormente en París, en la Escuela de Ciencias Políticas (1964-1966) y finalmente en la Facultad de Derecho de Estrasburgo (1970-1972). Ha obtenido varios títulos: Diploma de Postgrado en Derecho (opción: Ciencia Política), MA en Economía y Diplomado en el Instituto de Estudios Políticos (IEP - París).

### Sacerdote
Entró en la Orden de Predicadores e hizo su noviciado en Lille (1968-1969). Hizo su primera profesión religiosa el 29 de septiembre de 1969. Continuó sus estudios filosóficos y teológicos en Estrasburgo (1970-1972), París (1972-1973) y Toulouse (1973-1976). Posteriormente obtuvo el grado de doctor en teología. Fue ordenado sacerdote el 22 de junio de 1975 en Toulouse.
Bruguès sirvió como prior del convento de los dominicos de Toulouse y Burdeos, y más tarde fue elegido provincial de la Provincia dominicana de Toulouse. También fue profesor de teología moral fundamental en el Instituto Católico de Toulouse antes de ser llamados a enseñar la misma materia en la Universidad de Friburgo, donde ocupó la cátedra de teología moral fundamental desde 1997 a 2000. Fue miembro de la Comisión Teológica Internacional desde 1986 hasta 2002. En 1995 fue invitado por el cardenal Jean-Marie Lustiger a predicar las conferencias cuaresmales en la Catedral de Notre-Dame.

### Obispo
El 20 de marzo de 2000, Bruguès fue nombrado Obispo de Angers por el Papa Juan Pablo II. Recibió su consagración episcopal el 30 de abril de manos del cardenal Pierre Eyt, sirviendo como co-consagrantes el obispo Jean Orchampt y el arzobispo François Saint-Macary. Fue elegido Presidente de la Comisión Doctrinal de la Conferencia Episcopal Francesa en 2002.
El 10 de noviembre de 2007, el Papa Benedicto XVI lo nombró Secretario de la Congregación para la Educación Católica en la Curia romana y le otorgó el título personal de "arzobispo".
Desde el 19 de noviembre de 2009 es también consultor de la Congregación para la Doctrina de la Fe.
El martes 26 de junio de 2012 el Papa Benedicto XVI lo nombró Archivero y Bibliotecario de la Santa Iglesia Romana en sustitución del Cardenal Raffaele Farina. Con el nombramiento como Bibliotecario y Archivero, probablemente será nombrado cardenal en un futuro consistorio futuro.
También es miembro de la Pontificia Academia de Santo Tomas de Aquino.

### Obras
- Dictionnaire de Morale Catholique, CLD, 1991 révisé en 1996 ISBN 2-85443-320-3
- Précis de Théologie Morale Générale, Mame, 1995 (tome 1), 2002 (tome 2)
- L’Éternité si proche. Conférence du Carême 1995 à Notre-Dame de Paris, Cerf, 1995 ISBN 2-204-05222-1
- Les Idées heureuses, vertus chrétiennes pour ce temps. Conférence du Carême 1996 à Notre-Dame de Paris, Cerf, 1996 ISBN 2-204-05456-9
- Des combats de lumière. Conférence du Carême 1997 à Notre-Dame de Paris, Cerf, 1997 ISBN 2-204-05682-0